# Promozione Calabria 1953-1954
La Promozione fu il massimo campionato regionale di calcio disputato in Calabria nella stagione 1953-1954.
A ciascun girone, che garantiva al suo vincitore la promozione in IV Serie a condizione di soddisfare le condizioni economiche richieste dai regolamenti, partecipavano sedici squadre, ed era prevista la retrocessione delle quattro peggio piazzate, anche se erano possibili aggiustamenti automatici per ripartire fra le appropriate sedi locali le squadre discendenti dalla IV Serie.

## Squadre partecipanti
| Club                     | Città (provincia)    | Stagione precedente |
| ------------------------ | -------------------- | ------------------- |
| U.S. Bagnarese           | Bagnara Calabra (RC) |                     |
| C.R.A.L. Caffè Guglielmo | Catanzaro            |                     |
| U.S. Castrovillari       | Castrovillari (CS)   |                     |
| A.C. Gioiese             | Gioia Tauro (RC)     |                     |
| S.S. Indomita            | Cosenza              |                     |
| U.S. Juventina           | Locri (RC)           |                     |
| C.R.A.L. Juventus        | Tropea (CZ)          |                     |
| U.S. Palmese             | Palmi (RC)           |                     |
| Politano                 | Cosenza              |                     |
| U.S. Praia               | Praia a Mare (CS)    |                     |
| A.C. Rossanese           | Rossano (CS)         |                     |
| U.S. Soverato            | Soverato (CZ)        |                     |
| A.C. Taurianovese        | Taurianova (RC)      |                     |
| S.S. Trebisacce          | Trebisacce (CS)      |                     |
| U.S. Vibonese            | Vibo Valentia (CZ)   |                     |
| U.S. Vigor Nicastro      | Nicastro (CZ)        |                     |

## Classifica finale
|  | Pos. | Squadra         | Pt  | G   | V   | N  | P   | GF  | GS  | DR  |
|  | ---- | --------------- | --- | --- | --- | -- | --- | --- | --- | --- |
|  | 1.   | Gioiese         | 44  | 30  | 19  | 6  | 5   | 54  | 21  | +33 |
|  | 2.   | Vibonese        | 41  | 30  | 16  | 9  | 5   | 53  | 22  | +31 |
|  | 3.   | Vigor Nicastro  | 38  | 30  | 16  | 6  | 8   | 83  | 41  | +42 |
|  | 4.   | Taurianovese    | 37  | 30  | 17  | 4  | 9   | 76  | 50  | +26 |
|  | 5.   | Rossanese       | 36  | 30  | 14  | 8  | 8   | 80  | 42  | +38 |
|  | 6.   | Castrovillari   | 34  | 30  | 16  | 2  | 12  | 64  | 47  | +17 |
|  | 7.   | Palmese         | 34  | 30  | 14  | 6  | 10  | 47  | 35  | +12 |
|  | 8.   | Juventus Tropea | 31  | 30  | 14  | 3  | 13  | 56  | 52  | +4  |
|  | 9.   | Soverato        | 24  | 29  | 10  | 4  | 15  | 38  | 57  | -19 |
|  | 10.  | Bagnarese       | 24  | 29  | 10  | 4  | 15  | 49  | 75  | -26 |
|  | 11.  | Politano        | 24  | 30  | 9   | 6  | 15  | 34  | 60  | -26 |
|  | 12.  | Caffè Guglielmo | 24  | 30  | 8   | 8  | 14  | 33  | 57  | -24 |
|  | 13.  | Praia           | 24  | 29  | 9   | 5  | 15  | 50  | 75  | -25 |
|  | 14.  | Indomita        | 21  | 30  | 7   | 7  | 16  | 45  | 84  | -39 |
|  | 15.  | Trebisacce      | 21  | 30  | 8   | 5  | 17  | 33  | 55  | -22 |
|  | 16.  | Juventina       | 19  | 29  | 6   | 7  | 16  | 37  | 71  | -34 |
|  |      |                 | 476 | 476 | 193 | 90 | 193 | 831 | 844 | 0   |

Legenda:
      Promosso in IV Serie 1954-1955.
      Retrocesso in Prima Divisione Calabria 1954-1955.
Regolamento:
Due punti a vittoria, uno a pareggio, zero a sconfitta.
Pari merito in caso di pari punti.
Note:
Bagnarese, Soverato, Praia e Juventina Locri una partita in meno.